# ادا موزر
اِدا موزر (آلمانی: Edda Moser) (زادهٔ ۲۷ اکتبر ۱۹۳۸، برلین) خوانندهٔ اپرا با صدای سوپرانو اهل آلمان است.
وی در اپراهایی مانند توران‌دخت (پوچینی)، فلوت سحرآمیز و دون ژوان حضور داشته‌است.
پدر او، هانس یواخیم موزر (۱۸۸۹–۱۹۶۷)، موسیقی‌شناس، آهنگساز و خواننده بود.